# Micul inventator (film)
Micul inventator (titlu original: Chairman of the Board) este un film american de comedie din 1998 regizat de Alex Zamm cu Carrot Top în singurul său rol principal într-un lungmetraj. În film, un surfer și inventator pe nume Edison moștenește și conduce compania unui miliardar. A fost primit prost atât de critici, cât și de public și a fost o bombă de box office. Atât Carrot Top, cât și Raquel Welch au primit nominalizări la premiul Zmeura de Aur pentru rolurile lor din acest film.

## Distribuție
- Carrot Top – Edison
- Courtney Thorne-Smith – Natalie Stockwell
- Larry Miller – Bradford McMillan
- Raquel Welch – Grace Kosik
- Mystro Clark – Ty
- Jack Plotnick – Zak
- Jack Warden – Armand McMillan
- Estelle Harris – Ms. Krubavitch
- Bill Erwin – Landers
- M. Emmet Walsh – Freemont
- Jack McGee – Harlan Granger
- Glenn Shadix – Larry
- Fred Stoller – Toby, McMillan Gate Guard
- Taylor Negron – Mr Withermeyer
- Jack Riley – Condom Boss
- Rance Howard – Rev. Hatley
- Mark Kriski – Newscaster
- Cindy Margolis – Tennis Instructor
- Butterbean – Museum Security Guard
- Little Richard – Rolul său